# Prachynella shijiki
Prachynella shijiki is een vlokreeftensoort uit de familie van de Pachynidae. De wetenschappelijke naam van de soort is voor het eerst geldig gepubliceerd in 2012 door Lowry & Stoddart.